# Laivan kannella
Laivan kannella (svenska: På skeppets däck) är en finländsk musikpjäs i två akter, skriven av Pasi Jääskeläinen och komponerad av Emil Kauppi. Pjäsen hade premiär 1917 och har filmatiserats två gånger; 1938 och 1954.
Manuskriptet publicerades 1915 och premiären hölls på Tammerfors arbetarteater den 22 december 1917. Pjäsen, liksom dess sånger, blev snabbt mycket populär. Filmatiseringen 1938 regisserades av Paavo Kostioja, men av tekniska skäl kunde inte Emil Kauppis originalmusik användas, varför Alvar Andström och Reino Palmroth fick skriva nya sånger. Endast två av Kauppis sånger medtogs i filmen. Den andra filmatiseringen från 1954 regisserades av Ville Salminen och då kunde samtliga originalsånger användas.

## Musik
- Ankkurilaulu
- Kehtolaulu
- Merimies se laivallansa seilailee
- Merimies kun kotiin pääsee
- Kokkipojan laulu
- Asemalaulu
- Kun Englannin kanaalissa kuljettiin
- Mä armastani ajattelen ja kaihoisasti kaipailen
- Mä meripojast' iloisesta laulun tein
- Laivan kannella